# Krasnyj Kut
Krasnyj Kut – miasto w Rosji, siedziba władz rejonu krasnokutskiego w obwodzie saratowskim, rozmieszczone na prawym brzegu rzeki Jerusłan. 
Założone w 1837 jako wieś Krasnyj Kut w rejonie nowouzenskim guberni saratowskiej. W latach 1850/51–1918 wchodziła w skład guberni samarskiej, w latach 1918–41 – Komuny Pracy (Obwodu Autonomicznego Niemców Nadwołżańskich, od 1923 – Niemieckiej Nadwołżańskiej ASRR). 
Od 1919 miasto. W latach 1922–1941 było stolicą kantonu krasnokuckiego. W 1925 roku przekształcono ją w wieś, a od 1938 w osadę robotniczą. Od 1941 należało do obwodu saratowskiego, od 1942 było stolicą rejonu. 
Status miasta odzyskało w 1966. Do zabytków miejskich należy Kościół Trójcy Świętej z XiX w., który zachował się do dziś. Pomnik poległych w Wielkiej Wojnie Ojczyźnianej (1974). Zakłady zaworowe (zawory odcinające wodę itp.), przedsiębiorstwa kolejowe. transportowe i przemysłu spożywczego.